# 藤原一彦
藤原 一彦 （ふじわら かずひこ、1953年〈昭和28年〉2月15日 - ）は、MBC南日本放送の元アナウンサー。

## 略歴
1953年（昭和28年）2月15日、東京都練馬区に生まれる。東京都で生まれ育ち、寡黙な父と明るく家族を盛り立てる性格の母の下、4畳半1間の暮らしで裕福では無いものの、特に不自由な生活をする事は無かった。
両親は足のサイズを測り縫って一足の靴を作る靴屋を営む靴職人で、当時はまだ既製品だけでなく採寸した手作りの靴も履く事が多い時代であったため、近くに中央大学のグラウンドがあった事もあり、サッカーでは鎌田光夫、小城得達などの靴を作るなど、近隣でのサッカーやラグビーフットボールの選手は父親が作ったスパイクシューズを履く者も多かった。
高校時代に、水俣病の被害者を描いた石牟礼道子の『苦海浄土』を読み衝撃を受け、その時の「日本が豊かになっていく陰で、自分のせいでは無いのに苦しみを味わう人々がいる。その不条理を伝え、世の在り方を問う」という思いが後の原点になった。
1971年（昭和46年）、中央大学に入学。人前で何かをするのが好きだった事もあり、大学1年生の時、桂三枝が司会を務める全国放送のラジオ番組『ヤングタウンTOKYO』に、リスナーとして初めて参加し歌を歌ったが、その放送をたまたま聴いた友人から「声が良い。アナウンサーになったら」と褒められたことで、アナウンサーを職業として意識し始める。読む事も好きだったためアナウンサーになろうと決心し、大学時代には話し方を学ぶためアナウンサー教室に通った。
大学を卒業する頃、東京都近郊の放送局へ入社を希望するも、オイルショックの時期だった事もあり全て不採用。アナウンサーを目指して就職浪人し、MBC南日本放送は新卒以外も募集しており26歳まで受ける事が出来た事から、1976年（昭和51年）4月に23歳でMBC南日本放送へアナウンサーとして入社}。以降はそれまで縁もゆかりも無かった鹿児島県で暮らす事となる。
最初の担当番組は『バッチリ当てようクイズ歌謡曲』という4分間のラジオ番組。MBCラジオでは、アナウンサーが番組ディレクターを務める事もあるため、入社してすぐに初めて番組ディレクターを担当したラジオ番組『やったんこのちぇすといけ!ヤング』では、物を作っていく楽しさを知る。入社後は、1976年（昭和51年）12月からリポーターを務めた『MBC6時こちら報道』をはじめ、ラジオパーソナリティ、スポーツの実況中継、テレビ番組の司会者など様々な経験を積む。
日本民間放送連盟賞のCM部門で優秀賞や最優秀賞を受賞したことがあり、それを生かしてラジオ局PR委員長として新聞広告やオリジナルステッカー製作、テレビ用の番組宣伝VTR製作を手掛けた事もあった。
1984年（昭和59年）10月9日、MBCアナウンサーの宮原恵津子と共に31歳で『どーんと鹿児島』の初代司会者に就任。1987年（昭和62年）9月まで同番組の司会を務める。1987年（昭和62年）、MBCラジオの魅力の一つは情報がきちっと解る事なのではないかという思いから、始まれば何時50分だとわかる番組をとMBC50ニュースを企画し、同年10月から開始。MBC50ニュースのジングルは放送開始以来、変更される事無く使用されている。
『城山スズメ』には、演歌の木曜日として担当。真面目な内容で、番組内では演歌しかかけなかった事もある。城山スズメには、パーソナリティを外れてからも、ピンチヒッターとして出演する事もあった。
39歳で、ラジオ局放送制作部長に就任。1991年（平成3年）、種子島における口承文学の謎を追い伝統芸能の発祥などを探ったラジオドキュメンタリー番組である『MBCサンデースペシャル ロッポウや～い!』を制作し、翌年の1992年（平成4年）、第8回・文化庁芸術作品賞を受賞。アナウンサーを16年務めた後、東京支社勤務などで約12年間カメラの前を離れる。47歳で、ラジオ局アナウンス部長に就任。
ニュースの伝え手としての役割は終わったと思っていたが、2004年（平成16年）10月から、51歳で『MBCニューズナウ』のニュースキャスターに任命され、報道部に所属。帯番組のキャスターとして、「毎日食べても飽きない米の飯であろう」と心掛ける一方で、「たまにカレーライスや茶漬け」と自分の色を出し、鹿児島県内で起きた喜怒哀楽を落ち着いた口調で伝え続ける。2019年（平成31年）3月29日の放送で勇退するまで、MBCニューズナウのメインキャスターを歴代最長となる14年半務めた。
2019年（平成31年）4月からは、ラジオなど放送全般のアドバイザーとして、アナウンサーやラジオのディレクターら後輩への指導などを行いつつ、アナウンサーとしてMBCラジオでのニュース番組に出演し、時にはラジオ番組への代打出演も行う。2023年（令和5年）3月で、MBC南日本放送における定年後の再雇用期間が満了となり、同年3月31日には『MBC50ニュース』でニュースも読み、『城山スズメ』の4時台にも約30分にわたりゲスト出演し、金曜日パーソナリティである岩崎弘志や豊平有香に思い出話を語り、リスナーへの挨拶を語った。

## 人物
鹿児島市在住で、2男1女の父。好きな色は空色。尊敬する人は父親。鹿児島県の仲間を大切にする気風が好きで、「全ての人を大切に」をモットーにしている。
まずは言葉の意味を知らないといけないため、人に聞いたものはすぐ忘れるが自分で調べたものは覚えるので、自分で調べる姿勢を大切にしており、インターネットが一般に普及していない時代には、新聞や本を読む際は横に辞書を置くようにしており、読めない字があった時には必ず辞書を引いていた。
他人に読み伝える事が好きで、アナウンサーやニュースキャスターの仕事をしているが、本番中は神経を集中させ、もう一人がニュースを読んでいる間も同じ原稿に目を通し、間違いが無いかチェックしたうえで、分かりやすく伝える事も意識して行うも、生放送でやり直しができないので、別の表現があったのではと終わってから反省する事もしばしばある。新聞や本やインターネットで事前に調べ、原稿を何回か読む練習をするなど、準備も大切にしている。
いろんな人に会って話を聞く事が出来るのも魅力の一つだと思っており、ニュースキャスターの仕事は、取材に出かけて原稿を書いたり、ニュースを伝えた後のコメントを考えたり、どのニュースを取り上げるかスタッフらと話し合ったりして行っているため、取材した企画などを観た人から「思わず見入りました」などの声を聞くと、自分の伝えたい事が上手く伝わったと嬉しくなる。誰にでも発音し辛い音があり、繰り返し練習する事で相手が聞き間違う事の無いように心掛けており、「好天」「荒天」などの同音異義語は、言い方を変えたりアクセントに気を付けている。
アナウンサーやニュースキャスターは伝わってナンボなの仕事なので、日本語というのは、けっこう誤解を生みやすい言語だという事を念頭に置きながら、一つの文章がどういう事を伝えたいかをまずは読み解き、それを伝えるためにはどこを強調し、どこに間合いを置き、どこを繋げるのかを意識しており、後輩にも「読むんじゃないよ、読み伝えるんだよ」と伝え続けてきた。後輩である采野吉洋アナウンサーの事は「釆（）」という愛称で呼んでいる。
趣味は、布団の中での読書と、中学時代から始めたサッカー。当時、藤原が通う中学校にはサッカー部が無かったため自分で作り、入部した約20人と共に父親が作ったスパイクを履いて部活動に励んだ。MBC南日本放送では、全国高等学校サッカー選手権大会における鹿児島県予選の実況も担当。興味があり好きな事は、庭いじりに加え、鹿児島のJリーグチームである鹿児島ユナイテッドFCを応援する事であり、よく一般人に混じって白波スタジアムで行われるホームタウンでの試合を観戦している。
一番の宝物は家族である。休みの日はのんびりと過ごしているが、かつては息子のサッカーを練習も含め観戦していた。サッカーの審判とは、どのくらい大変なのか知ろうと考え、3級審判員の資格を取得して子供たちのサッカーの審判を何度か行っており、鹿児島県サッカー協会の役員にも就任した事がある。2021年（令和3年）には日本サッカー協会から、マスメディア、医療関係者、教育関係者、ボランティア、スポンサー、自治体、サッカー施設、国際機関、各国の協会など、各地域での活動を含め日本サッカー界に多大な助成、支援、協力を行った個人や団体を表彰する、日本サッカー協会100周年表彰の感謝表彰を授与された。

## エピソード
子供の頃は、マラソンのオリンピック選手になるのが夢だった。浅草の店内が和食と洋食で区切られている食堂に、家族4人で出掛ける事があり、洋食のお子様ランチを食べるのが楽しみな子供であり、和食が好きな父親も、いつも一緒に洋食を食べていた。何年かに1回は、父親を気遣い母親が和食を選んだため、幼かった藤原らは渋々付いて行った。
アナウンサーの仕事で最も大切な事は、物事を正しく伝える事と認識しており、入社した頃は仕事が始める1時間前に会社へ来て、スタジオで発声や発音の練習をした。ニュースキャスターの頃から難病患者への取材を続けており、2010年（平成22年）に難病である筋萎縮性側索硬化症の患者や家族を取材し伝えた事が、特に心に残っている。
目を動かしながら文字盤を見て、視線を合わせ自分が言いたい事を文章にして伝えているのを目の当たりにして「出来ない事は沢山あるが、自分が出来る事をきちっとやっているかな…」と教えられ、その縁で他の難病や障害と向き合う人も紹介しており、藤原は「少しでも当事者の役に立てたのなら、キャスター冥利に尽きる」と感じている。
MBCラジオのAM放送における周波数が1107kHzである事から、MBCラジオを聴いているリスナーに何か恩返しができないかと同僚らと相談し、毎年11月7日を「MBCラジオの日」と定め、その前後の約1週間で番組企画「MBCラジオスペシャルウィーク」を行ったり、イベント「MBCラジオまつり」を行うきっかけを作った
特別授業の1日講師として、鹿児島市立伊敷中学校、鹿児島市立城西中学校、鹿児島女子短期大学などにも出向いた。
アノンシスト賞を、1988年（昭和63年）度の第14回ではラジオCM・ラジオショッピング番組で、1990年（平成2年）度の第16回では称揚部門で受賞している。
1987年（昭和62年）12月17日、当時担当していた朝のテレビ番組の放送終了間際に、千葉県東方沖地震の速報が飛び込んできたため、とりあえず一報だけ伝える。番組が終わると、すぐに肉親に電話を架け両親は無事だったが、千葉県の寺に嫁いでいた唯一の兄妹である当時32歳だった妹には繋がらなかった。午後1時前のラジオニュース『MBC50ニュース』で藤原は、庭の灯篭の下敷きになり犠牲者となった女性の事をニュースで読み、その約30分後に母から電話でそれが妹だった事を知らされる。
妹の死は、その後のニュースの読み方みたいなものを教わり、事件、事故、災害などで人が亡くなったニュースを読む時には、犠牲者の家族という立場を経験した事もあり「遺族や知人はこのニュースをどういう思いで見聞きしていらっしゃるんだろう」という気持ちを、絶えず頭の片隅に置くようになった。妹には当時3歳の息子がいたため、母の日のプレゼント企画を放送した番組の最後に「お母さんがいらっしゃらない家庭もお在りでしょうね。お好きだった物をお供えになってお過ごしください」とコメントした事もある。自宅の仏壇には、亡くなった親と妹の写真を飾っており、毎日その写真に朝は「行ってきます」と声を掛け、帰ると「ただいま」と語りかけている。

## 担当していた番組
テレビ
- 奥様ワイド・MBCですこんにちは![注釈 2]
- きゅーと55（）
- MBCてれび通り
- MBC6時こちら報道
- どーんと鹿児島（1984年10月9日 - 1987年9月）
- ぴかぴか情報市場
- MBCニューズナウ（2004年10月4日 - 2019年3月29日）
- 大隅あれこれ（2022年10月2日 - 2023年3月26日）
- MBCニュース[注釈 3]

ラジオ
- バッチリ当てようクイズ歌謡曲
- 藤原一彦近くでトーク
- 城山スズメ
- ゴルフガイド
- やくしまじかん（2021年4月3日 - 2022年3月26日[注釈 4]）
- MBC50ニュース